# Христос серед учителів
«Христос серед учителів» — картина німецького художника Альбрехта Дюрера, написана ним у Венеції в 1506 році. В теперішній час перебуває в музеї Тиссена-Борнемісса в Мадриді.

## Історія створення

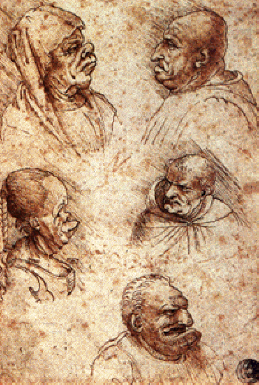
Леонардо да Вінчі. П'ять гротескних голів, бл. 1490

Картина датована самим Дюрером і створена, відповідно до напису Opus Quinque Dierum («Зроблено в п'ять днів»), в той час, коли художник працював над вівтарним образом «Свято вінків з троянд». 23 вересня 1506 року Дюрер писав із Венеції своєму другові Піркгеймеру: «Дізнайтеся також, що моя вівтарна картина [„Свято вінків з троянд“] готова, і ще інша картина, подібної якій я раніше не робив». Цю «іншу картину» деякі дослідники ототожнюють з твором «Христос серед учителів». Згідно з деякими джерелами, картина призначалася у подарунок художнику Джованні Белліні, з яким у Дюрера склалися дуже теплі стосунки. Ймовірно, в будинку Белліні роботу Дюрера бачив Лоренцо Лотто, який ввів одну з постатей учителів в композицію своєї «Мадонни з немовлям між святими Ігнатієм Антіохським і Онуфрієм» (Галерея Боргезе, Рим). Дюрер звертався до цієї теми раніше в поліптиху «Сім скорбот Марії» (бл. 1500), а трохи пізніше — в серії гравюр «Життя Марії» (1511), проте композиція венеціанської картини має принципово іншу будову.

## Сюжет
Цей епізод з життя Ісуса — єдина з подій між Різдвом і початком його громадського служіння, що отримала висвітлення в канонічних Євангеліях (2:42-52). Йосип, Марія і дванадцятирічний Ісус прибули до Єрусалиму на святкування Пасхи. Коли прийшов час повертатися додому, Ісус залишився в Єрусалимі. Після триденних пошуків стурбовані батьки знаходять його в Єрусалимі у Храмі за диспутом з ученими мудрецями:
І сталось, що третього дня відшукали у храмі Його, як сидів серед учителів, і вислухував їх, і запитував їх. Усі ж, хто слухав Його, дивувалися розумові та Його відповідям (2:46-47).

## Композиція

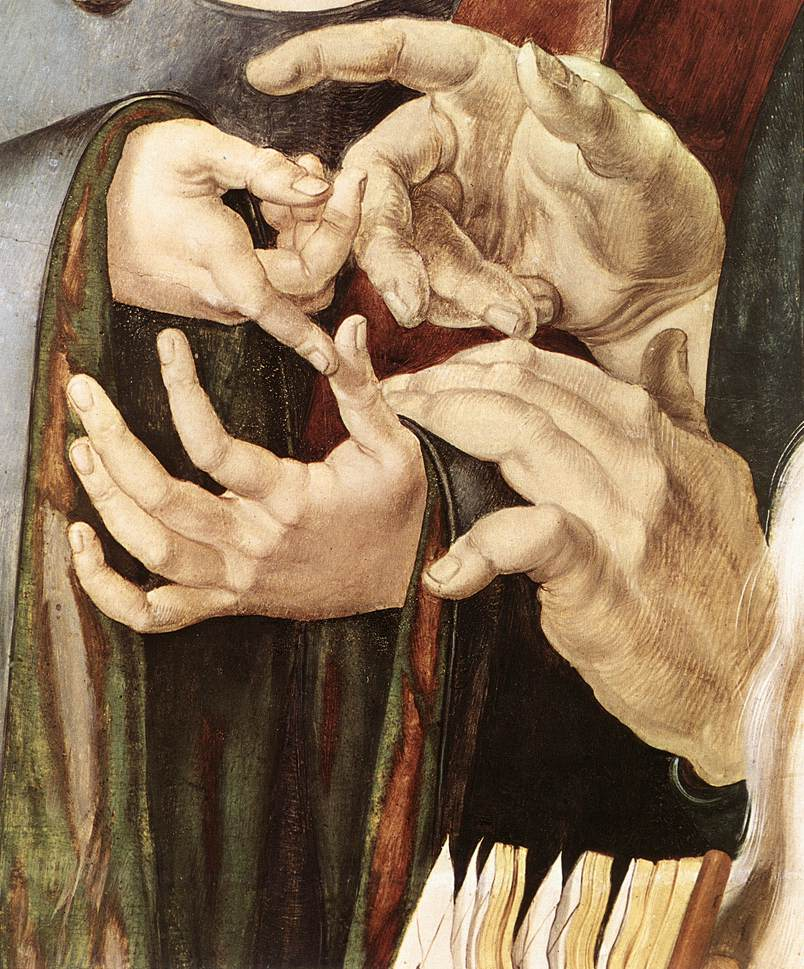
«Христос серед учителів» (фрагмент)

Художник вибрав момент бесіди з учителями. Він відмовляється від деталізації і, зображуючи великим планом обличчя мудреців і Христа, змушує відчути «напругу диспуту». Центр композиції — руки Ісуса, що впевнено веде свої аргументи в бесіді і руки одного з учителів, які свідчать про «знервованість і збентеження». Яскрава карикатурна зовнішність цього мудреця, можливо, відображає вплив одного з малюнків Леонардо да Вінчі, побачених Дюрером. До головного убору ще одного зі співрозмовників Ісуса за звичаєм фарисеїв прикріплений картуш з біблійним текстом. Серед численних інтерпретацій зовнішнього вигляду мудреців існує припущення про те, що Дюрер проілюстрував теорію про чотири темпераменти, що лежать в основі людських характерів.